# Aeroport d'Andulo
L'aeroport d'Andulo (codi IATA: ANL, codi OACI: --) és un aeroport que serveix Andulo, una ciutat de la província de Bié a Angola.